# The Velvet Underground (album)
The Velvet Underground je třetí studiové album americké rockové skupiny The Velvet Underground, vydané v březnu 1969 vydavatelstvím MGM Records. Jde o jejich první nahrávku s Dougem Yulem, který ve skupině vystřídal Johna Calea. Oproti předchozím albům lze písně na desce The Velvet Underground zařadit spíše k písničkovějšímu stylu. Největší podíl na této změně měl pravděpodobně odchod Johna Calea; Sterling Morrison však řekl, že důvodem byly nástroje, které byly skupině odcizeny. Podle Reeda změna stylu nastala kvůli tomu, že on sám chtěl dělat jemnější hudbu. Na rozdíl od předchozích alb, která neměla prakticky žádný komerční úspěch a ani kritika je nechválila, u třetí desky byla skupina naopak často vychvalována.

## Před vydáním
Poté, co byl v září 1968 ze skupiny The Velvet Underground vyhozen multiinstrumentalista John Cale a začal se věnovat práci producenta a vlastní kariéře, se zbývající členové skupiny rozhodli pokračovat bez něj. Náhradníkem se stal o pět let mladší baskytarista Doug Yule, který předtím hrál s několika lokálními skupinami, nikoliv však s žádnou zavedenou skupinou. Hned několik dní po svém příchodu Yule se skupinou absolvoval první koncerty.
V listopadu 1968 začala skupina v losangeleském studiu TTG Studios nahrávat své třetí studiové album. O produkci se tentokrát starali členové skupiny a o zvuk Val Valentin, který se skupinou spolupracoval na předešlém albu White Light/White Heat. Zpočátku se skupinou krátce jako producent spolupracoval Vic Briggs, bývalý člen skupiny The Animals, ale jejich spolupráce byla předčasně ukončena kvůli vzájemným neshodám.
Výraznou změnou oproti předchozím nahrávkám byl jednodušší styl písní. Původně skupina hrála hudbu inspirovanou převážně Caleovými avantgardními zkušenostmi z předchozích let. Jeho odchod byl pravděpodobně tedy hlavním důvodem změny k tvorbě jednodušších písní. Podle Lou Reeda změna stylu nastala kvůli tomu, že on sám chtěl dělat jemnější hudbu, což je také nejpravděpodobnější důvod Caleova nuceného odchodu z kapely. Kytarista Sterling Morrison prohlásil, že důvodem bylo odcizení nástrojů a vybavení skupiny. Toto je však nepravděpodobné.

## Vydání
Původní verze alba vyšla u vydavatelství MGM Records (na rozdíl od předchozích alb skupiny, která vycházela u dceřiné společnosti Verve Records); pozdější reedice pak vycházely převážně u Verve. Album má černý obal, v jehož středu je fotografie od Billyho Namea; jsou na ní všichni členové skupiny sedící na pohovce. Nad fotografií je jednoduchý nápis „The Velvet Underground“. Na zadním obalu je uveden seznam skladeb, jméno nahrávacího inženýra, poděkování Billymu Nameovi a fotografie Reeda s cigaretou rozříznutá v polovině. Levá polovina fotografie se na albu neobjevila, je tam pouze dvakrát pravá, přičemž na levé polovině je vzhůru nohama.
Album vyšlo v březnu roku 1969, a to ve dvou odlišných mixech; ten první, použitý na americkém vydání, měl na svědomí sám zpěvák a kytarista skupiny Lou Reed, a je v něm kladen větší důraz na vokály. Druhý, jehož autorem je Val Valentin, se nachází na britském vydání alba. Ve stejném měsíci jako album vyšel i jediný singl obsahující skladby „What Goes On“ (ve zkrácené podobě) a „Jesus“.
Kvůli stále se zvětšujícímu zájmu o skupinu během osmdesátých let vyšlo v té době několik reedic nahrávky, žádná z nich však neobsahovala žádné bonusové skladby. V listopadu 2014 vyšlo u vydavatelství Polydor Records album v rozsáhlé reedici; vedle obou původních mixů (Valentinův i Reedův) obsahuje také mono mix původně využitý na propagačních výliscích nahrávky. Na čtvrtém disku se nachází písně, které skupina nahrála během roku 1969, ale na albu v té době vydány nebyly; mnohé z nich však Lou Reed později nahrál znovu a vydal na svých prvních sólových albech. Na posledních dvou discích se nachází koncertní verze různých písní pocházející z koncertů v klubu Matrix v San Franciscu v listopadu 1969. V bookletu alba se nachází brožura, jejímž autorem je hudební publicista David Fricke. Podobné luxusní edice předchozích alb skupiny, tedy The Velvet Underground & Nico a White Light/White Heat, byly vydány rovněž k pětačtyřicátému výročí již v roce 2012, respektive 2013.

## Skladby

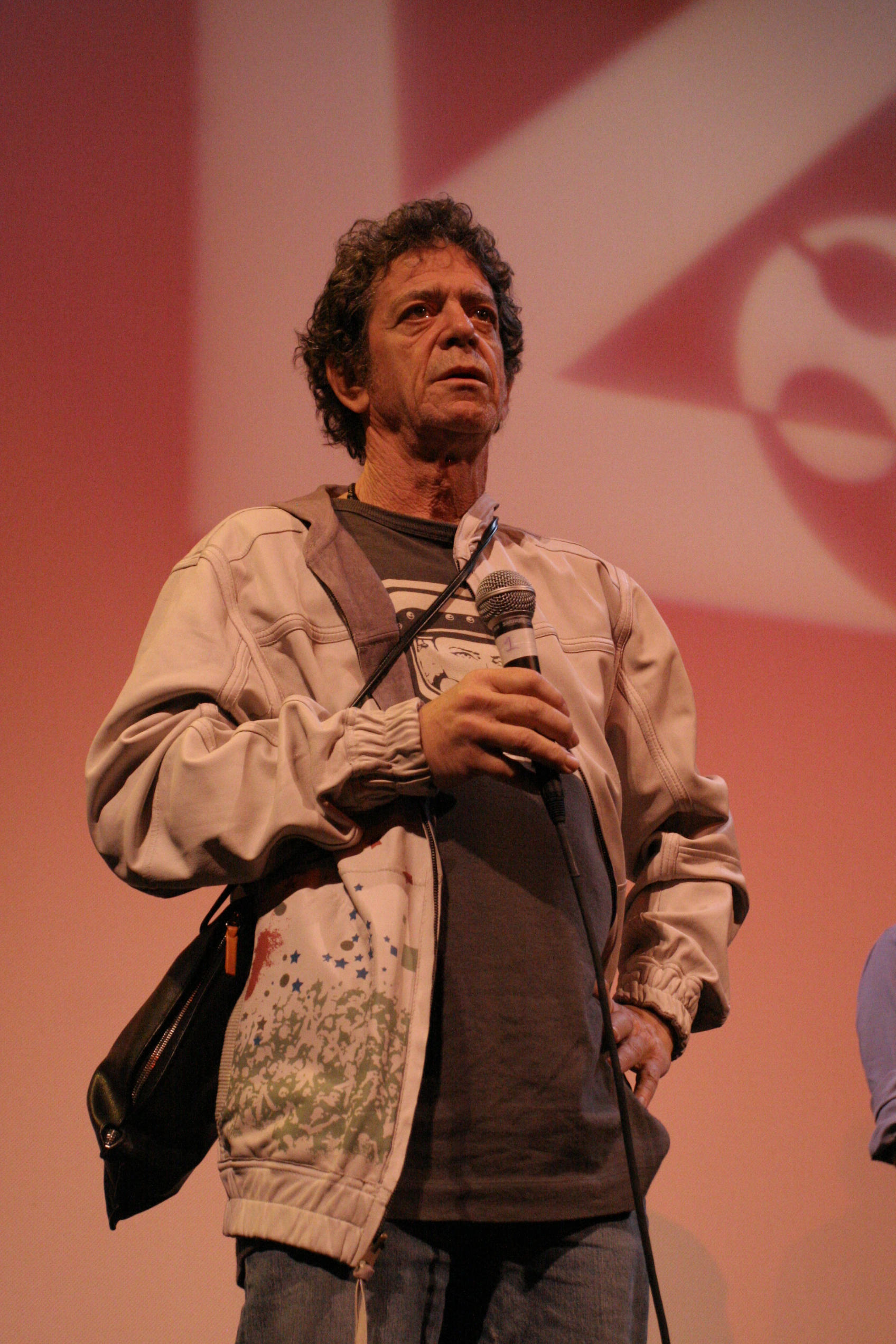
Lou Reed v roce 2008

Album otevírá píseň „Candy Says“ pojednávající o Candy Darling, transvestitovi z okolí Andyho Warhola. Zpěvu se v této písni zhostil Doug Yule a ke konci písně je doprovázen vokály v doo-wopovém stylu. Syrovější zvuk na třetím albu skupiny zastupuje například skladba „What Goes On“, ve které hlavní roli hraje kytara, ale jsou zde také bicí a varhany. Následuje „Some Kinda Love“, jejíž text pojednává o povahách různých druhů lásky. Milostná balada „Pale Blue Eyes“ byla inspirována Reedovým vztahem s jeho v té době už bývalou přítelkyní Shelley Albin. Reed je zde doprovázen tichou kytarou a tamburínou. Následuje další balada „Jesus“. Jde opět o tichou píseň bez perkusních nástrojů; její text nepojednává o drogovém podsvětí, jak je u Reeda zvykem, ale o spáse.
Na šesté pozici se nachází svižná „Beginning to See the Light“, jíž následuje „I'm Set Free“. Text osmé písně „That's the Story of My Life“, kterou měla skupina v repertoáru již v roce 1966, se skládá ze tří naprosto stejných slok, ve kterých je zmíněna další postava od Warhola: fotograf a archivář Billy Name. Následuje bezmála devítiminutová skladba s avantgardním nádechem nazvaná „The Murder Mystery“; svým hlasem do nahrávky přispěli všichni členové skupiny: hlavní jsou Morrison, který rychle recituje, s Reedem, který naopak svou část přednáší pomalu. Po ukončení jejich pasáže se zde objeví Tuckerová s Yulem a zpívají své vlastní části textu. Reed s Morrisonem každý vypráví jiný příběh přes sebe, stejně tak jako Yule s Tuckerovou. Poslední písní na albu The Velvet Underground je „After Hours“; jde o vůbec první vydanou píseň, ve které hlavní vokál zpívá Maureen Tuckerová.

## Kritika
Album bylo v době svého vydání přijato oproti předchozím nahrávkám skupiny kladněji. Například Lester Bangs ve své recenzi pro časopis Rolling Stone vyzdvihoval „široký výrazový rejstřík skupiny“. Kritik Bob Stark jej v časopisu Creem označil za „jemné, tiché, ale vlastním důvtipným způsobem“. Recenzent Adrian Ribolla v britském časopisu Oz o albu napsal: „I když všechno ztišili, jsou to pořád a nezaměnitelně oni. Má to šmrnc, ale je to docela ďábelský, mrtvolný šmrnc“. Z řad hudebníků toto album vychvaloval například anglický ambientní hudebník Brian Eno. Zakladatel kapely John Cale o několik let později přiznal, že nemělo smysl s kapelou pokračovat a nově vzniklé písně nebyly zajímavé. O albu samotném prohlásil, že se mu nelíbí.
V knižním žebříčku Rock's Critics Choice: The Top 200 Albums z roku 1979 je album zařazeno na 191. pozici. V žebříčku pěti set nejlepších alb všech dob časopisu Rolling Stone se umístilo na 316. příčce. Britský týdeník New Musical Express jej v žebříčku nejlepších alb všech dob zařadil na 58. místo a časopis Mojo na 34. Přestože se album v době vydání neumístilo v hitparádovém žebříčku Billboard 200, stalo se tak v roce 1985 u příležitosti vydání reedice tohoto alba: umístilo se na 197. místě.

## Seznam skladeb
Autorem všech skladeb je Lou Reed.
| Strana 1 (LP) | Strana 1 (LP)   | Strana 1 (LP) |
| Pořadí        | Název           | Délka         |
| ------------- | --------------- | ------------- |
| 1.            | Candy Says      | 4:04          |
| 2.            | What Goes On    | 4:55          |
| 3.            | Some Kinda Love | 4:03          |
| 4.            | Pale Blue Eyes  | 5:41          |
| 5.            | Jesus           | 3:24          |

| Strana 2 (LP) | Strana 2 (LP)               | Strana 2 (LP) |
| Pořadí        | Název                       | Délka         |
| ------------- | --------------------------- | ------------- |
| 6.            | Beginning to See the Light  | 4:41          |
| 7.            | I'm Set Free                | 4:08          |
| 8.            | That's the Story of My Life | 1:59          |
| 9.            | The Murder Mystery          | 8:55          |
| 10.           | After Hours                 | 2:07          |

## Obsazení
Hudebníci
- Lou Reed – sólová a rytmická kytara, klavír, zpěv (krom uvedených výjimek), vokály ve vybraných verších v „The Murder Mystery“
- Sterling Morrison – sólová a rytmická kytara, vokály ve vybraných verších v „The Murder Mystery“, doprovodné vokály
- Maureen Tuckerová – perkuse, zpěv v „After Hours“, vokály ve vybraných verších v „The Murder Mystery“, doprovodné vokály
- Doug Yule – basová kytara, varhany, zpěv v „Candy Says“, vokály ve vybraných verších v „The Murder Mystery“, doprovodné vokály

Technická podpora
- The Velvet Underground – produkce
- Val Valentin – zvukový inženýr
- Billy Name – fotografie na obalu